# Giancarlo Piretti
Giancarlo Piretti (* 8. Juni 1940 in Bologna) ist ein italienischer Möbeldesigner.

## Leben und Werk

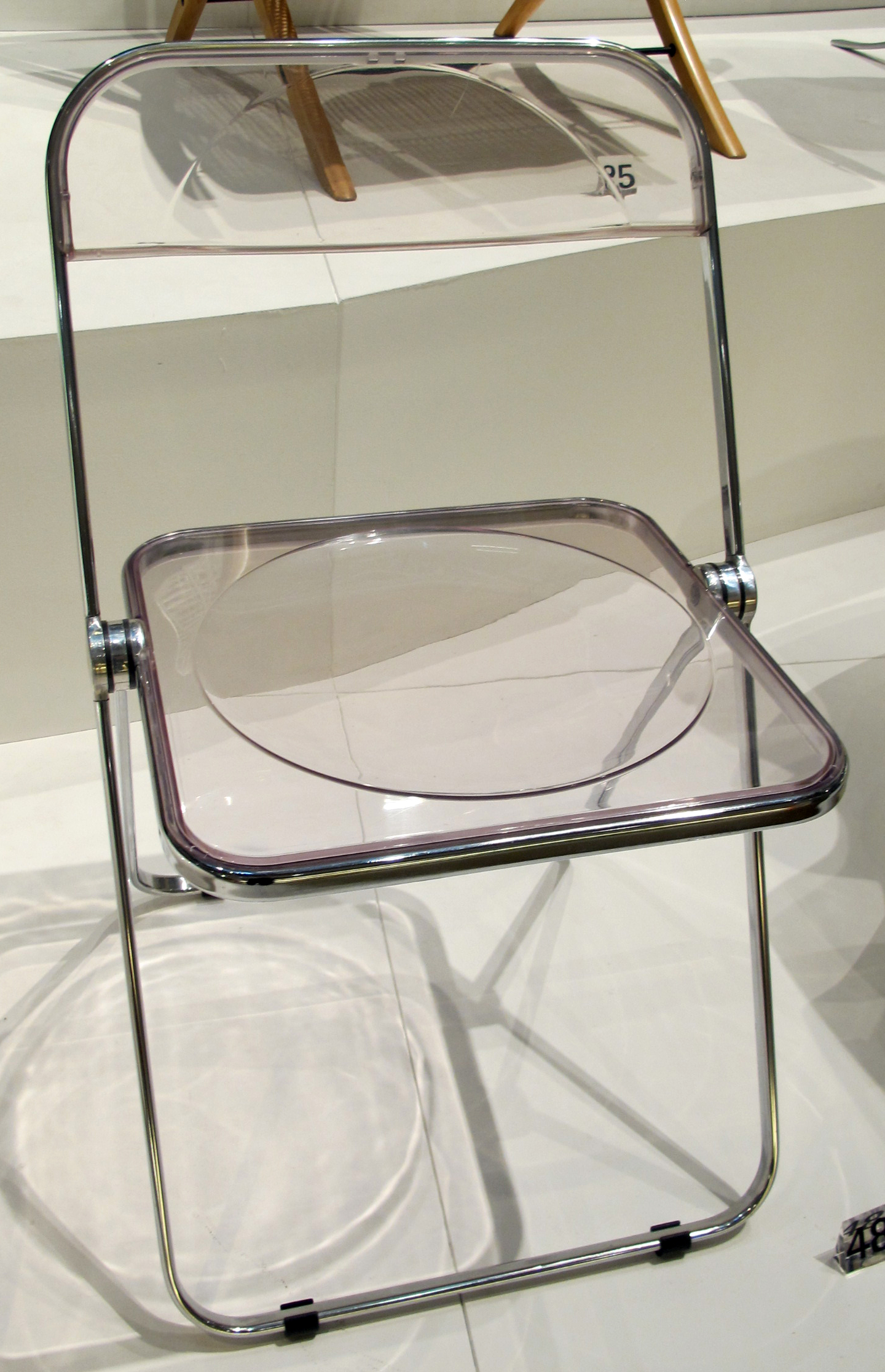
Faltstuhl Plia
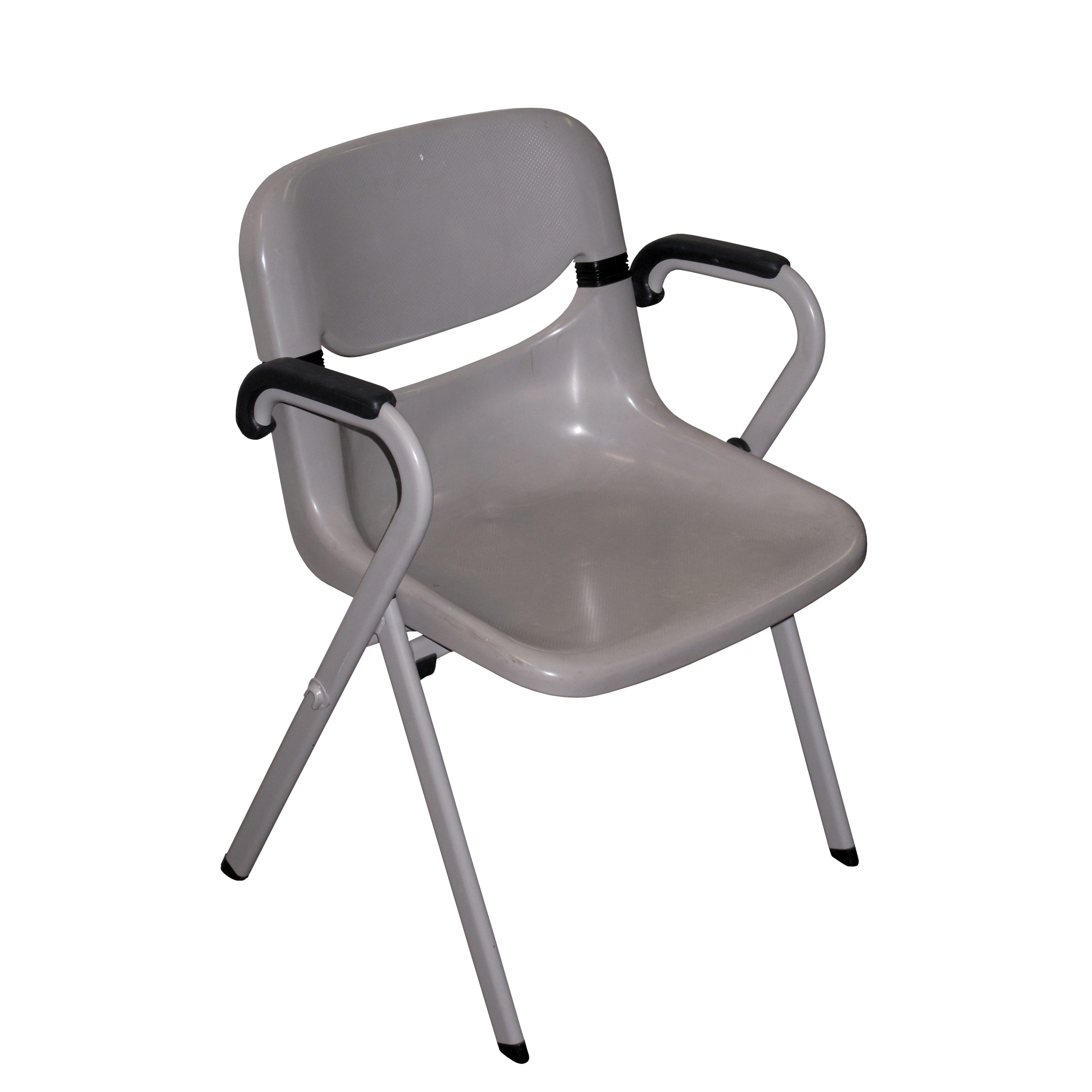
Sitzmöbel Dorsal

Piretti studierte an der Istituto Statale d’Arte in Bologna, wo er als Insegnante di Disegno (Zeichenlehrer) abschloss. 1960 besuchte er die Accademia di Belle Arti di Bologna. Anschließend lehrte er für sieben Jahre lang Innenarchitektur am Istituto Statale d’Arte in Bologna. Ebenso begann Piretti 1960 seine Tätigkeit als Chefkonstrukteur und Entwicklungsleiter des Möbelherstellers Anonima Castelli, wo er bis 1972 zwölf Jahre zahlreiche Modelle (besonders Sitzmöbel) entwarf und so maßgeblich an dem internationalen Erfolg des Unternehmens beteiligt war.
Einer seiner bekannte Entwürfe ist der faltbare Stuhl Plia aus Kunststoff, den er 1967 auf der Messe Fiera del Mobile in Mailand vorstellte und der sich seit 1969 mehr als vier Millionen Mal verkaufte. Das Objekt gewann 1971 auf der Biennale Ljubljana den Preis BIO5 sowie 1973 den deutschen Designpreis Gute Form. Exemplare des Stuhls befinden sich in Sammlungen von Museen in Österreich, der Tschechischen Republik, Slowenien und den Vereinigten Staaten.
Zu Pirettis weiteren Entwürfen für Anonima Castelli gehören der Stapelstuhl DCS 106 (1965), der Sessel Plona (1969), der Stuhl Alky (um 1970), die Tische Platone (1970) und Plano (1971, Goldmedaille IBD), der Kleiderständer Planto (1972), das modulare Sofa-System 61 (1973), der Schirmständer Plurium. sowie das zusammen mit dem argentinischen Architekten und Designer Emilio Ambasz konzipierten ergonomischen Sitzsysteme Vertebra (1979, SMAU Industrial Design Award) und Dorsal (1981). Von 1984 bis 1986 arbeitete er für Castilia, ein Unternehmen der Castelli-Gruppe, das sich auf die Herstellung von Wohnmöbeln spezialisiert hatte. Er entwarf Dilungo (einen ausziehbaren Tisch), Dilemma (einen Kleiderständer), Tensa (einen Klappstuhl mit Stretchstoffbezug), Dispiego (einen Tisch mit einklappbaren Beinen) sowie Dilato (ein modulares Bücherregalsystem).
Dilungo wurde 1985 von der Zeitschrift Schöner Wohnen mit dem Titel „Möbel des Jahres“ ausgezeichnet. Für Dilungo und Dilemma erhielt er 1987 den Industriedesignpreis Compasso d’Oro. 1988 zeigte Piretti auf der Ausstellung NeoCon in Chicago die Piretti Collection mit über 50 verschiedenen Sitzmöbeln, von denen mehr als zweieinhalb Millionen verkauft wurden. Hierfür erhielt Piretti 1989 den Institute of Business Designers Award (kurz IBD, USA) und 1990 den American Society of Interior Designers Awards (kurz ASID, USA), 1991 die Auszeichnung Compasso d’Oro (Italien) sowie 1992 den Good Design Award (kurz G Mark, Japan). Die Holz- und Metallsitze Xylon von 1992 brachten ihm 1994 zwei weitere G Mark-Preise ein. Die Kollektion Torsion von 1995-96 bestand aus einer Reihe von Bürostühlen mit schwenkbarer Rückenlehne und verschiedenen Accessoires, für die er 1997 den G Mark-Preis erhielt. Im Jahr 2000 zeigte Piretti auf der NeoCon (Chicago) das Modell R auf Rädern und mit klappbarem Sitz als Ergänzung der Torsion-Linie und gewann dort den Golden Award für den besten stapelbaren Stuhl. Für den Tisch Piego und das Sofabett Tat-Amo erhielt er eine ehrenvolle Erwähnung bei der Compasso d’Oro-Preisverleihung 1998.
Das Kunstmuseum Museum of Modern Art in New York City zeigte Arbeiten von Giancarlo Piretti in den Ausstellungen Italy: The New Domestic Landscape (26. Mai bis 11. September 1972) und From the Collection: 1960–1969 (26. März 2016 bis 19. März 2017).